# Winna – Weg der Seelen
Winna – Weg der Seelen ist ein Schweizer Dokumentarfilm der Regisseurin Fabienne Mathier aus dem Jahr 2014. Der Film handelt von Sagen und Mythen aus dem Wallis.

## Inhalt
Winna – Weg der Seelen ist ein Film über ein Stück ursprüngliches, mysteriöses, faszinierendes Wallis, über Sagen und Mythen zum Thema Seelenwanderungen und über Menschen, die Verstorbenen begegnet sind. Dieses alte und verborgene Wissen gerät immer mehr in Vergessenheit. Mit dem Film wurde ein wichtiges Zeitdokument geschaffen. Die alten Traditionen werden aufgespürt, es kommen Sagenerzähler und Sagensammler zu Wort. Wir wandern mit, an der Gratzugnacht am Aletschgletscher und begleiten Menschen mit Kontakten zum Jenseits.

## Produktion
Produziert wurde der Film in zwei Jahren von Fabienne Mathier, der 24frames GmbH und Norma Giannetta. Die Dreharbeiten fanden im 2013 in den Walliser Bergregionen Brig, Kippel, Leuk, Naters, Riederalp, Fiescheralp, Ritzingen, Staldenried und Visperterminen statt. Dabei wurden neun Protagonisten interviewt und drei weitere bei ihrer Reise in die Welt der Sagen und Mythen begleitet.
Am 8. November 2014 hatte der Dokumentarfilm am 9. Multimediafestival BergBuchBrig in Brig Premiere und lief ab 4. Dezember 2014 bis 2017 in den Schweizer Kinos. Dank des Erfolgs in der Schweiz kam er ab dem 10. November 2016 auch in Deutschland in die Kinos. Der Film ist seit 2017 auch als DVD und als Stream bei Amazon und iTunes erhältlich.

## Kritiken
Reto Baer vom Radio SRF 3 Film-Tipp schreibt: «Winna – Weg der Seelen lief im Wallis besser als der neuste The Hunger Games-Film. Nachdem auch Luzern und Basel ausverkaufte Matinee-Vorstellungen meldeten, läuft er dieses Oster-Wochenende nun erstmals auch in Zürich […] Fabienne Mathiers Dok-Film […] ist nur ein kleines Bisschen unheimlich, eigentlich eher herzerwärmend und mitunter sogar witzig.»
Das Newsportal 1815.ch berichtet: «Der einheimische Streifen Winna-Weg der Seelen ist im Briger Kino Capitol bereits jetzt der erfolgreichste Film 2014 – und lässt damit Blockbuster wie der Hobbit oder The Hunger Games hinter sich. […] Mit dem Film soll ein wichtiges Zeitdokument geschaffen werden. Die alten Traditionen werden aufgespürt, es kommen Sagenerzähler und Sagensammler zu Wort.»
Bianka Piringer von Kino-Zeit schreibt: «Mathiers Film bleibt angenehm neutral, schwenkt weder ins esoterische Bekenntnis noch in die pure Ironie, obwohl die beiden Haltungen zuweilen um die Oberhand kämpfen, […] Im Umgang mit Tod und Jenseits scheint die traditionelle Angst auf eine neue sanfte Neugier zu treffen, die sich aus Mystik, Trauer, Innerlichkeit speist. Vielen Menschen ist wohl die Vorstellung, wohin der Tote geht, inzwischen auch weniger wichtig, als das Bekenntnis, „in unseren Herzen wirst du weiterleben“.»
Michael Meyns von Programmkino.de kommt zum Fazit: «Vielleicht der schönste Aspekt von Mathiers Film ist die Ernsthaftigkeit, mit der die Regisseurin sich ihrem Sujet nähert. […] durch den neutralen, doch stets von Sympathie getragenen Blick der Regisseurin bleibt auch dem Zuschauer nichts anderes übrig, als die Geschichten und ihre Erzähler ernst zu nehmen, statt sie als ‹Spinner› oder ‹wunderlich› abzutun. […] einen Blick in eine spannende Welt, in eine erstaunlich lebendige Tradition liefert Fabienne Mathiers Film ‹Winna – Weg der Seelen› in jedem Fall.»